# オレンジタルト
オレンジタルトは主に宮城県仙台市で活躍している音楽グループである。
地元プロバスケットボールチーム仙台89ERSのオープニングライブやDate fm スターライト・エクスプロージョン、2007年・2008年とサークルKサンクスLOCOのCMソングに抜擢されるなど、地域に根ざした活動を展開している。またコミュニティーFM局 FMいずみ（79.7MHz）の番組「オレンジタルトのMusic my life」のパーソナリティーをつとめている。